# Sexta-feira Negra (1978)
Sexta-feira Negra, conhecida como "Black Friday" em inglês e em persa: como جمعه سیاه / Jome-ye Siaah) foi o dia 8 de setembro de 1978 (17 Shahrivar 1357, segundo o calendário persa) e os tiroteios perpetrados pelo exército iraniano contra os manifestantes presentes na Praça Zhaleh (ou Jaleh) Teerã, Irão. Para compreender a revolução iraniana, este acontecimento é incontornável. De fa(c)to, as mortes e a reação a elas têm sido descritas como o momento irreversível para o deflagrar da Revolução Iraniana, quando terminaram todas as hipóteses de compromisso entre os movimentos de protesto e o regime do xá Mohammad Reza Pahlevi, a queda do regime era inevitável, e levaram à fuga do monarca, quatro meses depois. Em 16 de janeiro de 1979, o Xá fugiu, alegando férias para tratamentos médicos e em fevereiro começou o regime teocrático liderado por Ruhollah Khomeini) que se manteve após a sua morte em 1989, sendo substituído por Ali Khamenei. O Irã é formalmente desde 1979 uma república, mas quem exerce de fa(c)to o poder são os líderes supremos do clero, o Presidente da República é uma figura quase decorativa.
Os acontecimentos daquele dia ganharam uma carga religiosa, pois sexta-feira é dia santo para os muçulmanos, e poucos dias antes (dia 4 de setembro, no calendário muçulmano Eid al-Fitr) havia terminado o Ramadão.

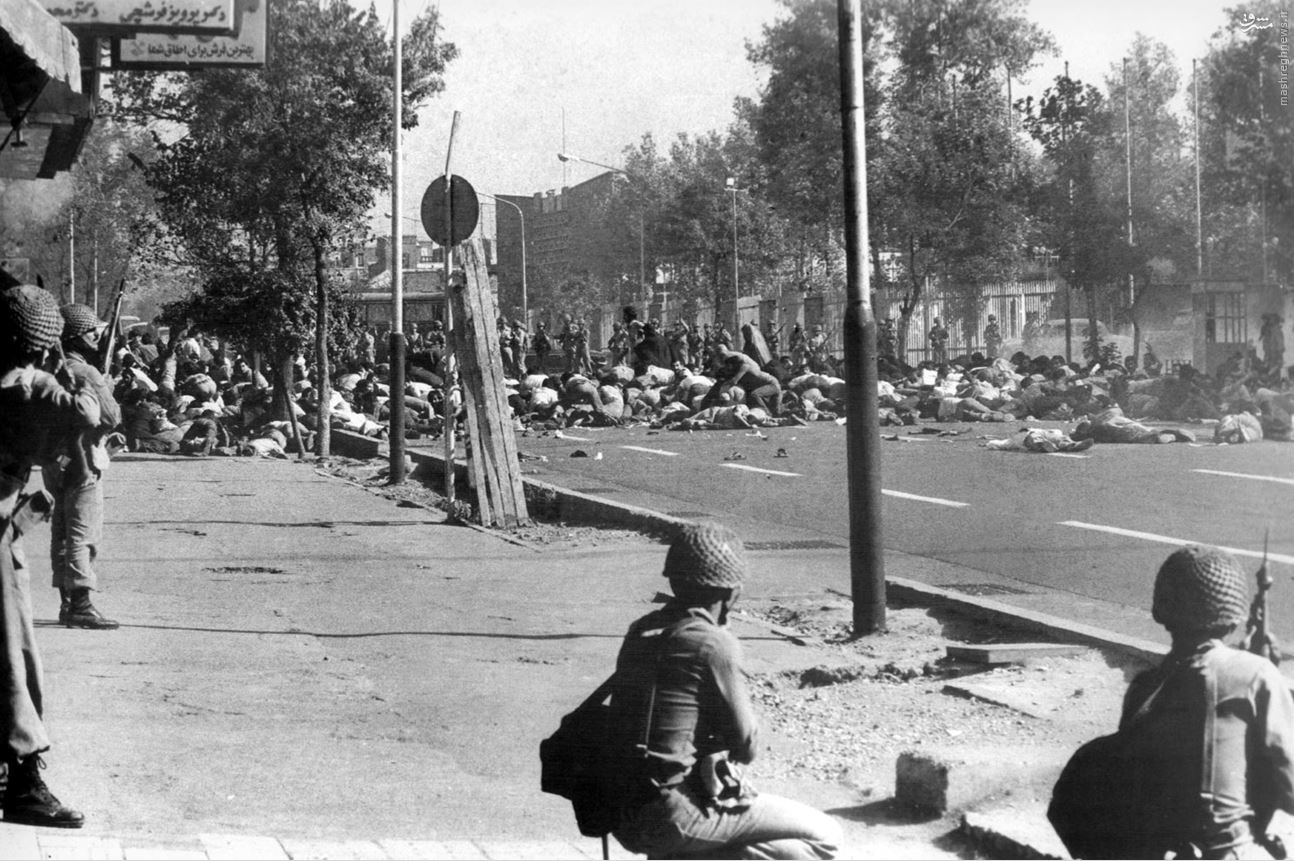
Tiroteios na Praça Jaleh

## Antecedentes e massacre
Como os protestos contra o regime do Xá decorreram durante toda a primavera e o verão de 1978, o governo declarou a lei marcial. Em 8 de setembro desse ano, milhares de pessoas concentraram-se na Praça Jaleh para uma demonstração religiosa, apesar de o governo ter declarado a lei marcial no dia anterior. Os militares capitaneados pelo chefe militar de Teerão Gholam Ali Oveisi ordenaram à multidão para dispersar, mas a ordem foi ignorada. Inicialmente, pensou-se que também por causa dessa razão, ou por causa do fa(c)to dos manifestantes manterem o protesto contra os militares, o exército abriu fogo, ocorrendo um banho de sangue, com dezenas de mortes e centenas de feridos.

## Reações
As mortes chocaram o país e destruíram quaisquer hipóteses de reconciliação entre o xá e a oposição que se uniu toda com o objetivo de derrubar um monarca ditador e ainda por cima sanguinário (ainda estava na mente dos iranianos os tristes acontecimentos do Incêndio no Cinema Rex, ainda não passara um mês e no qual os oposicionistas atribuíram a culpa ao Xá e à SAVAK e quem tinha dúvidas terá ficado definitivamente convencido da sua responsabilidade após este massacre). Khomeini declarou imediatamente que "4 000 manifestantes inocentes foram massacrados por sionistas" (se bem que os soldados envolvidos fossem curdos e não israelitas) e deu-lhe o pretexto para rejeitar qualquer compromisso futuro com o governo do xá e acicatar ainda mais o ódio popular contra o regime.

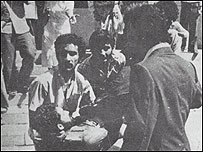
Prestação de socorro a um manifestante atingido pelo tiroteio do exército

O xá também ficou horrorizado com os acontecimentos da Sexta-feira negra e criticou fortemente os acontecimentos, apesar de isto pouco ter feito para mudar a perce(p)ção popular de que ele foi o responsável pelo massacre. Enquanto a lei marcial manteve-se oficialmente, o governo decidiu não desencadear mais acções de violência, nem continuou a negociar com os líderes dos protestos.

## Consequências humanas
De início os media ocidentais e a oposição relataram "15 000 mortos e feridos", apesar de os relatos do governo iraniano afirmarem que morreram 86 pessoas durante todo o dia, afirmado pelo então ministro da Informação Mohammad Reza Ameli Tehrani fuzilado após a revolução.
Outra fonte aponta para 84 mortos durante o dia. Michael Foucault, um jornalista francês relatou que terão morrido entre 2 000 - 3 000 pessoas na Praça Jaleh e mais tarde ele aumentaria o número para 4 000 mortos. O correspondente da BBC no Irão, Andrew Whitley relatou que terão morrido uma centena de manifestantes, o que se aproximou mais dos números reais. O certo é que ninguém no Irão e mesmo no estrangeiro estaria preparado para crer nos números do governo e quase todos acreditavam muito mais nos números dos islamitas oposicionistas, vistos na altura como heróis, não apenas no Irã, mas também no Ocidente, inclusive nos Estados Unidos. Khomeini era visto pelo embaixador dos Estados Unidos em Teerão William Sullivan (1922-2013) como o Gandhi muçulmano, ideia nada premonitória, menos de um ano depois (4 de novembro de 1979), a embaixada desse país seria ocupada por estudantes acérrimos apoiantes de Khomeini e começou a crise dos reféns que durou até 20 de janeiro de 1981, ironicamente ou não, minutos depois de Ronald Reagan tomar posse como presidente dos Estados Unidos. Graças a esse fa(c)to, surge uma teoria da conspiração, segundo a qual terá havido uma acordo secreto entre Khomeini e seus apoiantes com os republicanos, para os reféns só serem libertados após a vitória dos Republicanos e impedir a reeleição de Jimmy Carter, é a teoria da conspiração chamada "October Surprise conspiracy theory" ("Surpresa de outubro"). Esta teoria seria corroborada pelo ex-Presidente Iraniano Abolhassan Bani-Sadr, quando em 1991, lançou uma tradução inglesa de seu livro de 1989 My Turn to Speak: Iran, the Revolution and Secret Deals with the U.S. ('Minha vez de falar: Irã, a Revolução e os acordos secretos com os Estados Unidos'). Nesse livro, Bani-Sadr fala sobre acordos secretos entre a campanha presidencial de Ronald Reagan (1980) e líderes iranianos, visando prolongar crise dos reféns americanos no Irã antes da Eleição presidencial dos Estados Unidos de 1980.
De acordo com um antigo investigador da "Fundação dos Mártires" (Bonyad Shahid, parte do governo iraniano pós revolucionário que compensa as famílias das vítimas contratado "compreender o que se passou") chamado Emad al-Din Baghi, entre os que foram mortos naquela sexta-feira, 64 foram mortos na Praça Jaleh, entre eles dois do sexo feminino - uma mulher e uma jovem. No mesmo dia em outras partes de Teerão um total de 24 pessoas morreram nos combates com as forças da lei marcial, entre elas uma do sexo feminino, fazendo um total de 88 mortos, muito longe dos milhares referidos inicialmente, tanto pelos opositores ao regime como pelos jornalistas ocidentais. Outra fonte aponta para 84 mortos durante o dia. Claro que os números talvez tenham sido empolados pelos líderes religiosos para manipular a opinião pública contra o regime, já de si desacreditado e odiado pela maioria do povo iraniano.
O nome da Praça foi mais tarde mudado para Praça dos Mártires (Maidan-e Shohada) pela República Islâmica.

## Consequências políticas
Este dia é considerado como o ponto de não retorno para a revolução e à abolição da monarquia no Irã, poucos meses depois. Também se crê que este triste episódio representou um papel crucial na futura radicalização do movimento de protesto, unindo toda a oposição ao xá e mobilizando as massas, uniram-se tanto esquerdistas e direitistas laicos, como os islamistas, não prevendo os laicos que os futuros vencedores seriam os islamistas radicais e não os moderados, ao contrário do que tinha sucedido em todas as revoluções desde 1789. Inicialmente a oposição e jornalistas ocidentais afirmaram que o exército iraniano teria massacrado milhares de manifestantes. Um líder dos clérigos anunciou que "milhares foram massacrados por tropas sionistas".

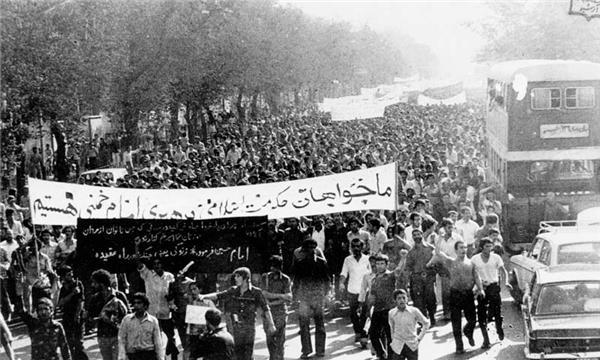
Demonstração da "Sexta-feira negra, a sentença no cartaz diz em persa: "Nós queremos um governo islâmico liderado pelo Imam Khomeini"

Este evento ativou os protestos que continuaram por mais quatro meses, até à fuga do xá. No dia seguinte ao massacre, 9 de setembro de 1978, Hoveyda demitiu-se do cargo, apesar de não estar relacionado com o evento. Como se não chegassem os protestos de rua/motins, uma greve geral em 18 de outubro desse ano encerrou a indústria do petróleo, principal fonte de receita do país, contribuindo para "selar definitivamente o destino do xá e da monarquia no Irã" ou seja o seu fim político. A continuação dos protestos levaram o xá abandonar o país em 16 de janeiro de 1979, abrindo o caminho para a Revolução Iraniana, liderada por Ayatollah Khomeini.

## "Sexta-feira negra" na arte

### Em língua persa
Em 1978, um pouco tempo depois do massacre, o músico iraniano Hossein Alizâdeh compôs o poema Siavash Kasraie sobre o evento para música. Mohammad Reza Shajarian cantou a canção "Jaaleh Khun Shod" (A Praça Jaleh tornou-se sangrenta).
Shahed Azad Soltani fez em 1980 um documentário chamado Rooz-e Khodaa (Persia por Dia de Deus).

### Em língua inglesa
Nastaran Akhavan, uma das sobreviventes, escreveu a obra Spared ("Poupados") sobre o evento. O livro explica como a autora foi forçada a participar numa vaga massiva de milhares de manifestantes, alguns dos quais seriam mais tarde massacrados pelo exército leal ao xá.